# Barmská kočka
Barmská kočka (thajsky: supalak, což znamená nosící štěstí, krásná a nádherná) je plemeno kočky domácí dělící se na dva podtypy: americká barmská kočka a evropská (též britská) barmská kočka. Barmskou kočku nelze zaměňovat s „posvátnou barmskou kočkou“, kterou je birma. Většina soudobých barmských koček je potomkem jedné konkrétní kočky jménem Wong Mau, která byla dovezena v roce 1930 z Barmy do Ameriky.Díky tomu je toto plemeno, vysoce inbrední, je choulostivější a proto je třeba se snažit minimalizovat všechny možné negativní činitele.Většina chovatelských organizací uznává jen jeden typ barmských koček – buď evropský (např. FIFe) nebo americký (např. TICA). Některé organizace (např. CFA) uznávají oba typy, v takovém případě pak každý typ představuje samostatné plemeno s vlastním standardem.
Původním zbarvením barmských koček je výhradně hnědá barva (sobolí), ale díky rokům selektivní plemenitby byla vyšlechtěna široká škála zbarvení. Jednotlivé kočičí asociace mají zcela jiná pravidla pro uznání jednotlivých barev pro plemeno barmské kočky. Barmské kočky jsou dobře známé pro svůj vřelý a přátelský vztah k člověku, stejně jako pro svou inteligenci. Nehodí se ovšem k dětem a jiným zvířatům. Velmi rády se hlásí o slovo a často vedou rozhovor se svými majiteli.Někdo by mohl říct že mohou být dosti vlezlé. 

## Historie
Nejstarší záznamy o kočkách barmského typu pocházejí z Thajska, dříve známého jako Siam. Série 17 básní doprovázených ilustracemi, psaných siamštinou z dob Ayutthayi, zmiňuje tři typy koček, které odpovídají známým plemenům. Jsou jimi Vichien Mat (siamské kočky), Si-Sawat (korati) a Thong Daeng (měděné kočky, dnes známé jako barmské). Tyto kočky údajně obývaly Thajsko do doby, než bylo napadeno v 18. století Barmou a vracející se vojáci mohli tyto chrámové kočky vrátit zpět do Barmy. Je nutné si ale uvědomit, že kočky z jihovýchodní Asie mají mnoho společných vlastností a až další cílený chov u nich upevňuje vlastnosti typické pro dané plemeno.
V roce 1871 Harrison Weir uspořádal první oficiální výstavu koček v londýnském Crystal Palace. Zde byl vystaven pár siamských koček, které velmi připomínaly moderní americké barmské kočky, ale měly siamské odznaky. To znamená, že tyto kočky byly pravděpodobně velmi podobné soudobým tonkinským kočkám. Posléze se začaly formovat organizace šlechtitelů koček, započaly výstavy koček, ale trvalo řadu let, než byla jednotlivá plemena vyšlechtěna. Na konci 19. století byly první barmské kočky v Británii považovány za čokoládové siamky a nikoliv za samostatné a svébytné plemeno. Chovatele tyto žlutooké kočky příliš nezaujaly a tak postupem času z Británie i kontinentální Evropy vymizely.
Základ chovu dnešních barmských koček byl tedy položen v USA. V roce 1930 dovezl Dr. Joseph Thompson z Barmy do San Francisca hnědou kočku jménem Wong Mau. Tak jako již dříve, mnoho chovatelů považovalo tuto kočku jednoduše za barevnou varietu siamské kočky, ale Dr. Thompson považoval její tělesnou stavbu za dostatečně odlišnou pro založení plemene nového. Jelikož nebyli k dispozici žádní kocouři stejného typu, byla Wong Mau křížena s Tai Mau, siamským kocourem s hnědými odznaky (sealpoint) z Thajska. Wong Mau byla následně spářena se svým synem Yen Yen Mau. Některá koťata byla téměř jednobarevná s unikátní tmavě hnědou barvou, do té doby neznámou, a neměla žádné nebo téměř žádné odznaky. Tyto tmavě hnědé kočky byly dále pářeny mezi sebou, přičemž potomstvo tvořily již výhradně jednobarevné tmavě hnědé kočky. Tyto kočky byly označeny za nové plemeno a nazvány barmskými kočkami. Organizace Cat Fanciers' Association (CFA) předběžně uznala barmskou kočku jako samostatné plemeno již v roce 1936.

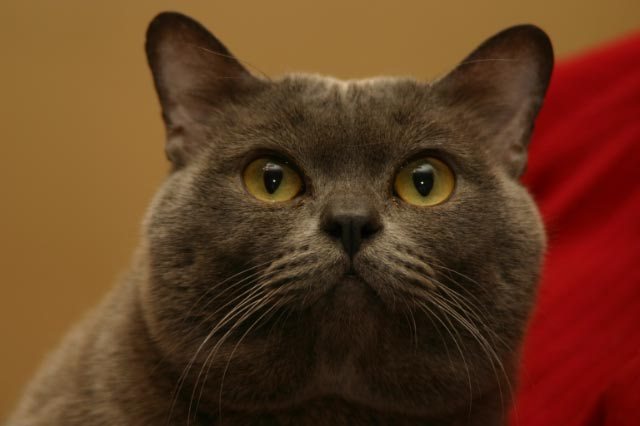
Hlava barmské kočky amerického typu

Ovšem díky pokračujícímu křížení se siamskými kočkami, které byly využívány pro rozšíření genofondu, byl původní typ vážně ohrožen. Největší severoamerická organizace sdružující chovatele koček, CFA, proto v roce 1947 pozastavila registraci barmských koček a požadovala tři po sobě jdoucí generace čistokrevných (barmských) koček (bez kříženců) k uznání rodokmene (chovné linie). Toho se podařilo dosáhnout až v roce 1957, kdy byla registrace barmských koček v CFA obnovena. V roce 1958 vypracoval nepřidružený klub United Burmese Cat Fanciers (UBCF) první jednoduchý plemenný standard pro posuzování barmských koček napříč jednotlivými organizacemi. Tento standard se od doby svého přijetí v podstatě nezměnil. Zmíněný standard se používá napříč americkými organizacemi, zatímco evropské organizace udržují svůj vlastní standard. V nedávné době The International Cat Association (TICA) a CFA začaly s pořádáním vlastních výstav v Evropě, kde se posuzuje dle amerického standardu. Již v počátcích chovu barmských koček bylo zřejmé, že Wong Mau byla sama z genetického hlediska křížencem mezi siamskou a barmskou kočkou. Tito kříženci byly posléze dále odděleně šlechtěni a dnes jsou známi jako tonkinésky (tonkinské kočky).
Historie tohoto plemene se v Anglii odvíjela zcela jinak. S novým chovem barmských koček se v Británii nezačalo dříve než v roce 1949, kdy Lilian Franceová dovezla první barmské kočky z USA. Do roku 1952 byly v Británii odchovány potřebné tři generace a barmské kočky byly oficiálně uznány britskou chovatelskou organizací Governing Council of the Cat Fancy (GCCF) pod číslem 27. Do konce 60. let 20. století byl genový fond barmských koček chovaných v Británii velmi úzký, většina zdejších koček byla potomkem šesti původních importů z USA (dovezených postupně mezi roky 1949–1956) a barmsko/čínské hybridní kočky dovezené ze Singapuru. Až v roce 1969 byl genový fond rozšířen o kočky dovezené z Kanady.
V roce 1955 se v Anglii narodila první modrá barmská kočka. Během následujících let se podařilo vyšlechtit barmské kočky v barvě červené a krémové. Mnoho úsilí bylo věnováno odkřížení proužků z kožichu koček a také polemice, které nové barvy budou ještě zahrnovány mezi barmské kočky. V Americe se koncem 60. let objevily barmské kočky v barvě šampaňského (v Británii označované jako čokoládové), ale jejich odchov byl zdržován neochotou tamních klubů připustit, že barmské kočky mohou být i v jiné barvě než hnědé. Počátkem 70. let se podařilo odchovat první lilová koťata. Zároveň se základními barvami se objevily i želvovinové variety – barmská kočka modře želvovinová, hnědě želvovinová, čokoládově želvovinová a lilově želvovinová. V roce 1979 byly americkou organizací CFA uznány barvy čokoládová (šampaňská), modrá a lila (platinová) jako samostatné plemeno, známé jako malajská kočka. V roce 1984 bylo toto rozdělení zrušeno a kočky v těchto barvách jsou od té doby v CFA registrovánÿ jako barmské kočky, pouze jsou posuzovány v jiné divizi. Barmské kočky v barvách skořicová, plavá, karamelová a meruňková byly odchovány až na přelomu tisíciletí na Novém Zélandu v programu iniciovaném genetikem doktorem Rodem Hitchmoughem. Barmské kočky v těchto barvách zatím mají jen velmi omezené uznání (např. právě Nový Zéland).
Od roku 1950 byly barmské kočky z Británie importovány do zemí Commonwealthu a Evropy. Výsledkem čehož je standard a bodovací systém v těchto zemích založený spíše na britském než americkém typu.
Barmské kočky byly využity v chovu dalších druhů kočky domácí včetně (ale ne pouze) koček tonkinských, bombajských a burmil.

## Vzhled: Evropa versus Amerika

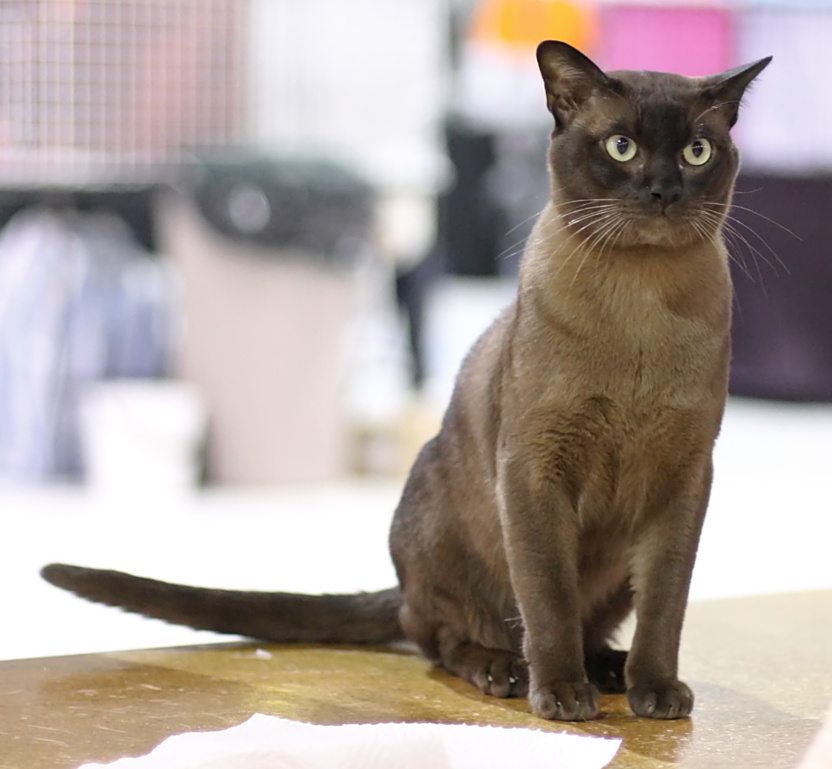
Barmská kočka evropského typu

Výsledkem oddělených chovných programů jsou evropské (též britské) barmské kočky odlišné od těch amerických. Evropské barmské kočky jsou stavbou těla více podobné orientálním kočkám, mají více trojúhelnikovou hlavu, elegantnější vzhled. Americké barmské kočky mají zavalitější a oblejší tělo, hlavu, oči a tlapky. Mají také znatelně plnější tváře a kratší čumák. U evropských barmek se v současné době považuje za vážný problém, vedoucí až k diskvalifikaci, jak příliš americký vzhled (tedy zaoblenost až zavalitost po vzoru britských krátkosrstých koček), tak také zřetelný siamský vzhled.
Oči barmské kočky jsou živé a zářivé. Přípustná je zlatá, žlutá, případně jantarová barva oka, zlatá barva je preferována. Díky křížení s kočkami siamskými se může vyskytnout i modrá a zelená barva oka, tyto barvy jsou však na výstavách důvodem k penalizaci či dokonce k diskvalifikaci (dle organizace).
Srst je známa pro svůj lesk a je na dotek hedvábná. Je téměř bez podsady. Jako i u jiných krátkosrstých koček, kožich barmských koček nevyžaduje žádnou další péči.

## Povaha
Barmky jsou podobně jako siamky upovídané, mají ale jemnější hlasový projev. Jsou orientované na člověka, se svým majitelem si vybudují silné pouto a rády jsou přítomny všem domácím aktivitám. Barmky jsou známé svou potřebou dostatečné pozornosti člověka, nejsou tak nezávislé jako jiná plemena a není vhodné, aby zůstávaly dlouhou dobu samotné. Informace o plemeni dle organizace The Cat Fanciers' Association (CFA) hovoří o barmských kočkách, jako by u nich byl zcela odkřížen pud sebezáchovy, který velí utéci či bojovat [6]. Další zdroje [7] však hovoří o zřídka se objevující agresivitě vůči člověku, zejména ale o schopnosti barmských koček se velmi dobře bránit vůči jiným kočičím plemenům a to i výrazně větším než jsou ony samy.
Barmské kočky zůstávají hravé jako koťata do vysokého věku, jsou velmi pohybově nadané a hravé. V některých případech rády aportují nejrůznější předměty jako součást hry [6]. Barmky je možné také vytrénovat ke skokům skrz obruč (podobně jako skákající kočky na jezeře Inla Lake v Barmě), barmky také rády jezdí autem a jsou dokonce i dokumentovány případy, kdy se účastní průzkumu jeskyní [8].
Barmské kočky jsou ve srovnání s jinými čistokrevnými kočkami známé svou dlouhověkostí, velmi často se dožívají 16 – 18 let.

## Barevné variety
Od první chvíle kdy se objevily i jiné barevné variety než původní sobolí/hnědá, docházelo k rozporům mezi chovateli koček, které variety budou považovány za barmské kočky. Britská chovatelská organizace GCCF i převážně evropská FIFe uznávají všechny níže uvedené základní barevné variety. V Americe je situace odlišná, jednotlivé organizace uznávají různé variety. CFA kategorizuje americkou a evropskou barmskou kočku jako dvě různá plemena. U amerického typu pak uznává pouze první čtyři barevné variety z níže uvedeného seznamu, u evropského typu pak všech 10 základních barevných variet. TICA vyžaduje ve svém standardu barmskou kočku amerického typu, ale připouští všechny základní barevné variety. Spodní část těla je vždy světlejší než hřbet a končetiny. Proužky nebo tečky nejsou v žádném případě dovoleny.
Obecně uznávané barevné variety:
- hnědá (Velká Británie), sobolí (USA) nebo tulení (Aus/NZ)
- modrá
- čokoládová (Velká Británie) nebo šampaňská (USA)
- lila (Velká Británie) nebo platinová (USA)
- červená
- krémová
- černě želvovinová
- čokoládově želvovinová
- lilově želvovinová
- modře želvovinová

Variety s omezeným uznáním:
- skořicová
- plavá
- skořicově želvovinová
- plavě želvovinová
- karamelová
- karamelově želvovinová
- meruňková

## Genetika
Hnědá barva kožichu barmských koček je způsobena barmským genem (cb), jedním ze tří albinických genů způsobujících redukci vytvářeného pigmentu, které mění černou na hnědou a zesvětlují všechny ostatní barvy. Působení tohoto genu má za následek omezené množství pigmentu na nejteplejších částech těla. Chladnější části těla, jako obličej, uši, ocas a tlapky, jsou tedy tmavšího odstínu. Omezená tvorba pigmentu je zřetelná zejména u malých koťat.
Barmský gen se vyskytuje i u jiných plemen, například u zavedených plemen rexů (devon rex, LaPerm), kde je nejlépe zřetelný v homozygotní formě (cbcb) a výslednému efektu se říká sépie nebo barmské ředění. Může být kombinován také se siamským genem (cbcs), kdy vytváří norkové zbarvení nebo tmavé odznaky. U singapurských koček je barmský gen přítomen vždy, a to v homozygotní formě, přičemž je kombinován s genem ticked tabby. Barevné varienty spojené s barmským genem najdeme i u bengálských koček. Zde je kombinován s geny způsobujícími tečkování, resp. mramorování.

## Polemika
Dlouhá léta probíhala polemika ohledně vzhledu tohoto plemene, nyní se chovatelé barmských koček dělí na dva tábory. Američtí chovatelé preferují moderní barmskou kočku (americký typ), která má krátký nos a kulatější hlavu. Největší americká chovatelská organizace CFA od roku 1980 uznává evropský a americký typ barmské kočky jako dvě samostatná plemena s odlišnými standardy. Opačný postup zvolila britská organizace GCCF, která zakázala registraci všech z Ameriky importovaných barmských koček s cílem uchovat tradiční krevní linie [18].
Polemika se točí okolo faktu, že moderní barmské kočky v některých případech nesou alelu pro defekt hlavy, který je smrtelný. Tento defekt hlavy se jen zřídka objevuje u tradičních barmských koček. Jeho rozšíření v amerických liniích je vystopováno ke kočce jménem Good Fortune Fortunatas, která je pěknou ukázkou moderního typu, ale zmíněný defekt existoval u barmských koček ještě před Fortunates [19]. Tento jedinec byl však značně využit v chovu barmských koček v USA a dnešní výstavní americké barmské kočky obvykle v rodokmenu mají tuto kočku zastoupenu.
Chovatelé moderních barmských koček pokračují se svými liniemi v dobré víře, neboť postižená koťata se rodí mrtvá nebo se u nich v raném věku přistoupí k eutanazii. Nelze však sterilizovat všechny možné nositele defektu hlavy, neboť by tím silně utrpěl genový fond amerických barmských koček. Chovatelé však doufají, že alela způsobující defekt hlavy bude odkřížena za pomoci genetického testu, který však ještě nebyl vyvinut.
Doktorka Leslie A. Lyonsová z Missourské univerzity vede výzkum, jehož snahou je lokalizovat gen způsobující defekt hlavy. Výsledek tohoto výzkumu může být pro chovatele barmských koček velmi užitečný, protože alela způsobující defekt hlavy se, jak se zdá, projevuje recesivně nebo epistaticky, tudíž její odkřížení pouhým vyřazením postižených zvířat z chovu by byl velmi zdlouhavý proces s minimální šancí na úspěch.